# 장쉐빈
장쉐빈(중국어: 张学斌, 병음: Zhang Xuebin, 한자음: 장학빈, 1985년 1월 17일 ~ )은 중화인민공화국의 바둑 기사이다. 톈진시 출신으로 중국기원 소속의 6단이다.

## 경력
톈진시에서 태어났다. 1997년에 프로바둑에 입단했다. 2003년 제9회  NEC배에 출전했고 2005년 남자 개인전 갑조에서 6위를 차지했다. 2007년 제4회 창기배 본선에 진출했고 같은 해 6단으로 승단했다. 2001년에 톈진팀으로, 2003년과 2004년, 2006년, 2007년에 산둥팀으로 중국갑조리그에 참가했다.